# Apache Kafka
Apache Kafka és un agent de missatges o broker de codi obert emprat per processament de fluxos (stream processing) escrit en llenguatge Java i Scala. Inclou comunicacions entre més d'un client o servidor. L'objectiu d'aquest broker és de proveir una plataforma de dades en temps real amb un temps de latència baix i alta capacitat de dades. El manteniment d'Apache Kafka és realitzat per l'Apache Software Foundation.

## Història
- 2011, desenvolupat originàriament per l'empresa LinkedIn.
- 2012, entra a la Apache Software Foundation.
- 2014, es crea l'empresa Confluent focalitzada en Apache Kafka.

Fig.1 Esquema de blocs d'Apache Kafka

## Funcionalitats
Els casos més comuns inclouen :
- Processament de fluxos de dades.
- Traçabilitat de l'activitat del web.
- Control de les mètriques del web.
- Addició de registres.